# Conus trochulus
Conus trochulus é uma espécie de gastrópode do gênero Conus, pertencente a família Conidae.